# Antonio Maria Lucchini
Antonio Maria Lucchini o Luchini (Venezia, 1690 circa – Venezia, dopo il 1730) è stato un librettista italiano.

## Biografia
Egli apparteneva al ceto medio veneziano. Il suo primo libretto conosciuto fu messo in musica da Antonio Lotti nel 1716. Nel 1717 Lucchini si recò a Dresda, dove operò come librettista di corte. Ivi il principe eridatario Federico Augusto II non apprezzava particolarmente i suoi libretti, perciò fece della composizione di testi per oratori, serenate e messe l'attività principale di Lucchini, così come la rielaborazione di altri libretti. Egli tuttavia scrisse due testi d'opera per Dresda, entrambi sempre per Lotti. Il suo soggiorno a Dresda terminò improvvisamente a causa di un suo coinvolgimento in uno scandalo con una signora. Tornò dunque in Italia, dove tra il 1720 e il 1730 scrisse libretti per i teatri romani e veneziani.

## Stile
La dote di Lucchini fu ampiamente sottovalutata da Federico Augusto II; il suo stile appare certamente convenzionale, ma tuttavia all'altezza del suo tempo.

## Libretti
- Foca superbo (musicato da Antonio Lotti, 1716)
- Tieteberga (musicato da Antonio Vivaldi, 1717)
- Giove in Argo (musicato da Antonio Lotti, 1717; musicato da Georg Friedrich Händel, 1739; musicato da Carl Heinrich Graun, 1747)
- Ascanio ovvero Gli odi delusi dal sangue (musicato da Antonio Lotti, 1718)
- L'inganno tradito dall'amore (musicato da Antonio Caldara, 1720)
- Ermengarda (musicato da Tomaso Albinoni, 1723)
- Gli sforzi d'ambizione e d'amore (musicato da Giovanni Porta, 1724)
- Farnace (musicato da Leonardo Vinci, 1724; musicato da Antonio Vivaldi, 1727; musicato da Francesco Corselli, 1739; musicato da Rinaldo di Capua, 1739; musicato da Giuseppe Arena, 1742; musicato da Pietro Alessandro Guglielmi, 1765)
- Dorilla in Tempe (musicato da Antonio Vivaldi, 1726)
- Gl'odi delusi dal sangue (musicato da Baldassarre Galuppi e Giovanni Battista Pescetti, 1728)
- L'osservanza della divina legge nel martirio de' Maccabei (musicato da Francesco Bartolomeo Conti, 1732)
- Il martiro della madre de' Maccabei (musicato da Francesco Bartolomeo Conti, 1736)
- Sant'Elena al Calvario (musicato da Francesco Bartolomeo Conti, 1736)
- Vari testi per madrigali